# Władysław Pełczewski
Władysław Pełczewski (ur. 12 grudnia 1917 w Charkowie, zm. 19 grudnia 2006 w Łodzi) – polski uczony i inżynier, jeden ze współtwórców Wydziału Elektrycznego Politechniki Łódzkiej.
Studia wyższe ukończył na Wydziale Elektrycznym Politechniki Łódzkiej w 1946 roku. Pracę w Politechnice Łódzkiej rozpoczął jeszcze jako student obejmując stanowisko młodszego asystenta (1 VIII 1945). Stopień doktora nauk technicznych otrzymał w 1951 r. Był założycielem Katedry Napędu Elektrycznego, Katedry Automatyki, a później Instytutu Automatyki, dziekanem Wydziału Elektrycznego oraz członkiem licznych komisji, zespołów i ciał kolegialnych.
Publikował prace dotyczące elektrotechniki i automatyki, które były istotne dla rozwoju automatycznej regulacji układów napędowych. Swoje prace prezentował na zaproszenie w licznych uniwersytetach: w Tuluzie, Paryżu, Grenoble, Rzymie, Bolonii, Padwie, Siegen, Darmstadt, Monachium, Zurychu, Mediolanie, Sztokholmie, Glasgow i Delfcie. 
W 1965 r. został członkiem korespondentem, a w 1980 r. członkiem rzeczywistym PAN.
Pełnił liczne funkcje w ogólnopolskich organizacjach i towarzystwach. Przyznano mu tytuł doktora honoris causa Uniwersytetu Paula Sabatier w Tuluzie i Politechniki Łódzkiej.